# Ingelheimer Rotweinfest

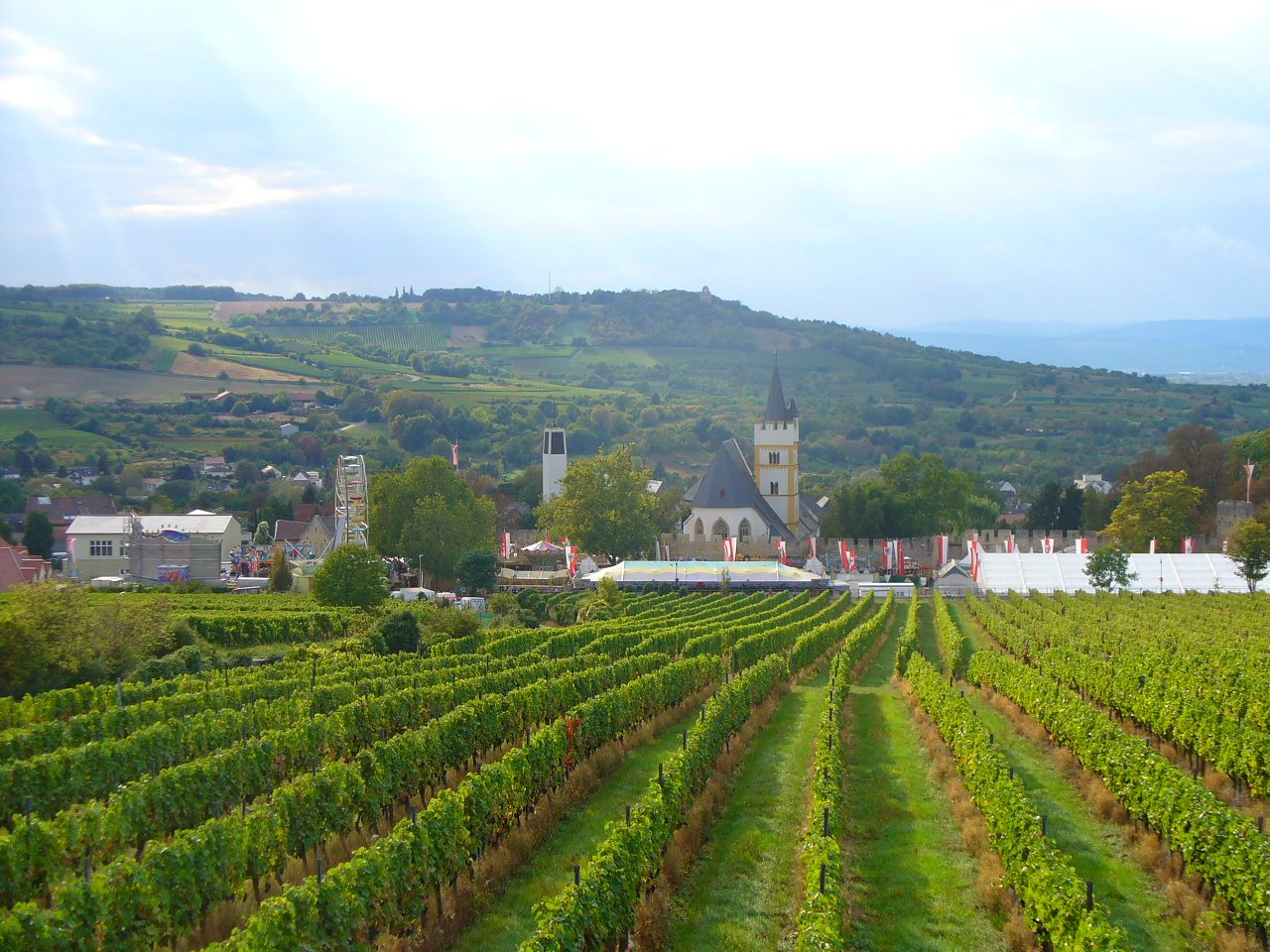
Ingelheimer Rotweinfest um die Burgkirche

La fête du vin rouge d'Ingelheim ou Ingelheimer Rotweinfest est la fête viticole et fête foraine centrale de la ville Ingelheim am Rhein. Se déroulant chaque année le dernier week-end de septembre et le premier week-end d'octobre, Ingelheim fête le vin durant neuf jours autour de la Burgkirche.

## Historique
Depuis 1931, l'année après le retrait  des forces françaises de Rhénanie, la communauté de communes de Ingelheim organise la première fête du vin rouge. Depuis 1935 une Rotweinkönigin (reine du vin rouge), “ambassadrice” des vins de la ville, est élue une fois par an.